# 拉翁欧布瓦
拉翁欧布瓦（法語：Raon-aux-Bois，法語發音：[ʁaɔ̃ o bwa] ⓘ）是法国大东部大区孚日省的一个市镇，位于该省中南部偏东，属于埃皮纳勒区和埃皮纳勒城市圈公共社区。

## 地理
拉翁欧布瓦（48°3'24"N, 6°31'16"E）面积24.05 平方千米，位于法国大東部大區孚日省，该省份为法国东北部内陆省份，北起默兹省和默尔特-摩泽尔省，西接上马恩省，南至上索恩省和贝尔福地区省，东临上莱茵省和下莱茵省。
与拉翁欧布瓦接壤的市镇（或旧市镇、城区）包括：阿尔什、贝尔方丹、阿多勒、普克瑟、圣纳博尔、克塞蒂尼。

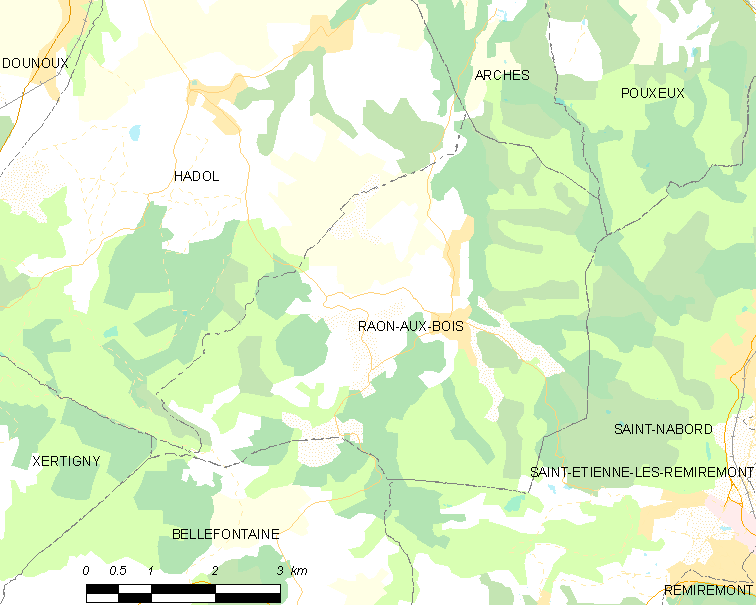
拉翁欧布瓦的OSM定位图

拉翁欧布瓦的时区为UTC+01:00、UTC+02:00（夏令时）。

## 行政
拉翁欧布瓦的邮政编码为88220，INSEE市镇编码为88371。

## 政治
拉翁欧布瓦所属的省级选区为勒米尔蒙县。

## 人口

1962-2008年间拉翁欧布瓦人口变化图示

拉翁欧布瓦于2022年1月1日时的人口数量为1207人。